# 八乙女光
八乙女 光（やおとめ ひかる、1990年〈平成2年〉12月2日 - ）は、日本のアイドル、歌手、タレント、俳優。男性アイドルグループHey! Say! JUMPおよびHey! Say! BESTのメンバー。
宮城県仙台市出身。STARTO ENTERTAINMENT所属。

## 来歴
アメリカの5人組アイドルグループ・イン・シンクのビデオを観てアイドルグループやバックダンサーに憧れ、母親に履歴書を送ってもらい、2002年12月にジャニーズ事務所に入所。履歴書には八乙女が歌って踊るビデオを同封していたが、それを社長のジャニー喜多川と一緒に見ていたA.B.C.のメンバーや薮宏太が「いいと思うよ」と言ったことが合格の後押しになったという。同期に手越祐也、玉森裕太がいる。
2003年7月に上演された舞台『スタンド・バイ・ミー』からYa-Ya-yahの新メンバーとして加入。2004年、TBS系テレビドラマ『3年B組金八先生（第7シリーズ）』に生徒の丸山しゅう役で出演。鮎川太陽、薮宏太とともに「金八トリオ」として第8回日刊スポーツドラマグランプリ・最優秀新人賞を受賞する。
2006年、『女子バレーボール・ワールドグランプリ2006』のスペシャルサポーターを務めるために結成された期間限定ユニットKitty GYMのメンバーに選ばれる。
2007年9月21日からHey! Say! JUMPのメンバーに選ばれ、同年11月14日に「Ultra Music Power」でCDデビュー。
2009年2月17日、堀越高等学校を卒業。
2011年10月5日、自身も主演を務めているTBS系ドラマ『美男ですね』の劇中バンド「A.N.JELL」として『A.N.JELL WITH TBS系金曜ドラマ『美男ですね』MUSIC COLLECTION』でCDデビュー。
2014年1月期、TBS月曜深夜枠『ドラマNEO』内で放送の『ダークシステム 恋の王座決定戦』にて単独初主演。
2021年6月21日、2020年東京オリンピック聖火ランナーとして10代の9人で構成される「みやぎ未来のオリパラアスリートチーム」と共に宮城県を走る。
2021年12月、左耳の突発性難聴を発症。2022年1月29日、治療に専念するため一定期間活動を休止し、同年4月に主演すると発表していた舞台『こどもの一生』も降板することを発表した。11月12日、『らじらー!サタデー』（NHKラジオ第1）の番組内で、13日午後8時からのインスタライブで芸能活動を再開することが発表され、13日、同ライブで復帰を果たした。
2022年1月1日にみやぎ絆大使に就任（任期は3年間）。
2023年6月13日に公式Instagram、2024年11月2日に公式YouTubeチャンネル「ちょっと休憩すんべ！」を開設した。

## 人物
イラストが得意で、コンサートグッズなどのプロデュースも手掛ける。2009年3月21日から25日に行われた「Hey! Say! 7」の単独コンサートの演出も手掛けた。
10代の頃に藤岡弘、の影響でソロキャンプに興味を持ち、23歳頃から始める。それをレギュラー出演する『ヒルナンデス!』（日本テレビ）のスタッフに話したところ企画がもちあがり、2020年10月13日から2021年5月25日までソロキャンプ企画「あつまれ! やおとめの森」が放送された。
ずっと明かしていなかったが、実は格闘技の長年のファンで、自身もジークンドーやカリなどを習っている。2021年にはフジテレビの格闘技情報番組『大晦日はRIZIN 直前SP』にも出演した。また、突発性難聴になってから無音でも楽しめる野球が好きになり、宮城県の楽天モバイルパーク宮城で行われる楽天イーグルス戦のイベントに2023年・2024年の2年連続で出演する。
ベースを中心に楽器演奏をこなしており、グループの作詞・作曲を手がけている。また、コーヒーソムリエの資格を持っている。
メンバーの薮宏太とは、「やぶひか」コンビとして知られている。
4人兄弟の末っ子。
一般女性と結婚することを2024年8月12日に所属事務所を通じて発表した。Hey! Say! JUMPグループのメンバーとしては有岡大貴に続く2人目の既婚者となる。翌8月13日、自身がレギュラーする『ヒルナンデス!』で結婚を生報告した。

## 作品
| 曲名               | 作詞                     | 作曲                                                        | JASRAC 作品コード | 名義                                  | 収録                                                         | 備考               |
| ------------------ | ------------------------ | ----------------------------------------------------------- | ----------------- | ------------------------------------- | ------------------------------------------------------------ | ------------------ |
| ジェントルズ       | シライシ紗トリ           | シライシ紗トリ                                              | 137-0139-8        | 八乙女光                              |                                                              |                    |
| PINK               | Taka Ruscar              | STEVEN REE Andreas Oberg Jesper Noenfeldt Henric Liljequist | 1M1-9928-9        | Hey!Say!JUMP 八乙女光                 | アルバム『SENSE or LOVE』〈初回限定盤〉 - 八乙女ソロ         |                    |
| いま進もう         | 八乙女光                 | 磯崎健史                                                    | 140-7468-1        | Ya-Ya-yah                             |                                                              |                    |
| Tears and Smile    | 薮宏太                   | 八乙女光                                                    | 160-6371-6        | Hey!Say!JUMP 薮宏太 八乙女光          |                                                              |                    |
| INFINITY           | 八乙女光                 | 内田智之                                                    | 169-8718-7        | Hey!Say!JUMP                          | アルバム『JUMP NO.1』                                        |                    |
| アイ☆スクリーム    | 八乙女光                 | 八乙女光,磯崎健史                                           | 169-8701-2        | Hey!Say!JUMP                          | アルバム『JUMP NO.1』                                        |                    |
| パーフェクトライフ | 八乙女光                 | DAICHI                                                      | 705-0356-7        | Hey!Say!JUMP                          | アルバム『JUMP WORLD』                                       |                    |
| サム&ピンキー      | 八乙女光                 | 加藤裕介                                                    | 705-0354-1        | Hey!Say!JUMP                          | アルバム『JUMP WORLD』                                       |                    |
| コンパスローズ     | 八乙女光                 | BJORNBERG JOAKIM CARL ERIXON CHRISTOFER JONAS ROBIN 川口進  | 1G0-4514-2        | Hey!Say!JUMP                          | アルバム『Smart』                                            |                    |
| Come Back…?        | 八乙女光                 | 八乙女光                                                    | 201-5742-8        | Hey!Say!JUMP                          | アルバム『Smart』                                            |                    |
| UNION              | 有岡大貴 薮宏太 八乙女光 | Andreas Ohrn Chris Wahle MiNE                               | 1H6-2018-3        | Hey!Say!JUMP 有岡大貴 薮宏太 八乙女光 | アルバム『JUMPing CAR』 - 有岡大貴&八乙女光&薮宏太           |                    |
| Score              | 薮宏太                   | Joey Carbone STEVEN LEE                                     | 168-5392-0        | Hey!Say!BEST Hey!Say!JUMP             | アルバム『JUMP NO.1』 - Hey!Say!BEST                         | ラップ詞：八乙女光 |
| AinoArika          | HIKARI                   | HIKARI                                                      | 709-2788-0        | Hey!Say!JUMP                          | シングル『AinoArika/愛すればもっとハッピーライフ』           | ラップ詞：八乙女光 |
| Go Fighter         | 八乙女光 薮宏太          | Tommy Clint Atsushi Shimada                                 | 1N5-1689-0        | Hey!Say!JUMP 薮宏太 八乙女光          | シングル『ファンファーレ!』〈初回限定盤2〉 - 八乙女光&薮宏太 |                    |

## 出演
グループでの出演はYa-Ya-yah#出演、Hey! Say! JUMP#出演およびHey! Say! BEST#出演を参照。個人での出演のみ記載。
※主演作品は太字表記

### テレビドラマ
- 3年B組金八先生 第7シリーズ（2004年10月15日 - 2005年3月25日、TBS）  - 丸山しゅう 役[12][13]
- 3年B組金八先生 スペシャル11「未来へつなげ 3B友情のタスキ〜たった一人の卒業式…3Bの絆は再び迫る薬物依存の魔の手から仲間を救い出せるのか!?」（2005年12月30日） - 丸山しゅう 役
- オルトロスの犬（2009年7月24日 - 9月25日、TBS） - 熊切勝 役
- 3年B組金八先生・ファイナル〜「最後の贈る言葉」（2011年3月27日） - 丸山しゅう 役[13]
- 美男ですね（2011年7月15日 - 9月23日、TBS） - 主演・本郷勇気 役[43]（瀧本美織、玉森裕太、藤ヶ谷太輔と4人で主演[17]）
- 37歳で医者になった僕〜研修医純情物語〜（2012年4月10日 - 6月19日、関西テレビ） - 下田健太郎 役
- ダークシステム 恋の王座決定戦（2014年1月20日 - 3月25日、TBS） - 主演・加賀見次郎 役[44]
- ドS刑事（2015年4月11日 - 6月20日、日本テレビ）- 浜田宗一郎 役[45]
- 孤食ロボット（2017年6月19日 - 8月21日、日本テレビ） - 主演・オットリ 役（有岡大貴、髙木雄也とトリプル主演）[46]

### テレビ番組
- Hi! Hey! Say!（2007年11月3日 - 2009年9月26日、テレビ東京）[47]
- スクール革命!（2009年4月5日 - 、日本テレビ）[48]
- 週末YY JUMPing（2009年10月10日 - 2011年3月26日、テレビ東京）
- ヒルナンデス!（2014年4月1日 - 、日本テレビ） - 火曜レギュラー[49]
- そこいけ!!ごはんのお供隊（2020年3月13日、ミヤギテレビ） - 隊長[50]
  - そこいけ!!ごはんのお供隊・天下とるぞ!編（2020年11月13日、ミヤギテレビ） - 隊長[51]
- ＃あちこちのすずさん〜教えてください あなたの戦争〜（2020年8月13日、NHK総合） - 副音声[52]
- Zの選択「＃何のために働きますか」（2022年2月26日、Eテレ） - ナレーション[53]
- かのサンド（2025年7月13日 - 27日、フジテレビ） - 7月マンスリーナレーター[54]

### CM
- 東洋水産 赤いきつねと緑のたぬき（2007年8月 - 2009年8月）
  - 長野博（20th Century）、増田貴久（NEWS・テゴマス）、風間俊介と武田鉄矢とともにCM限定のアイドルユニット「TU→YU」として出演。[55]

### 舞台
- 滝沢演舞城（2006年3月7日 - 4月25日、新橋演舞場）[56]
- 滝沢演舞城 2007（2007年7月3日 - 29日、新橋演舞場）
- DREAM BOYS（2012年9月3日 - 9月29日、帝国劇場）[57]
- 殺風景（2014年5月3日 - 5月25日、シアターコクーン / 5月30日 - 6月2日、シアターBRAVA!） - 主演・稔 / 若き日の国男 役（2役）[58]
- 薔薇と白鳥（2018年5月27日 6月24日、東京グローブ座 / 6月29日 - 7月1日、森ノ宮ピロティホール） - 主演・クリストファー・マーロウ 役（髙木雄也とW主演）[59]
- もしも塾 (2019年4月5日・7日、東京グローブ座)[60]
- ベートーヴェン / 届かなかった手紙（2024年12月24日 - 26日、日経ホール） - 主演・フェルディナント・リース 役[61]
- Bug Parade（2025年4月14日 - 5月5日、東京グローブ座 / 5月10日 - 12日、COOL JAPAN PARK OSAKA WWホール） - 主演・春翔 役[62]

### ラジオドラマ
- 劇ラヂ！ライブ2014「ビストロノザキ」（2014年11月2日、NHKラジオ第1放送）[63][64]

### ラジオ
- らじらー!サタデー（2015年4月4日 - 2024年3月30日、NHKラジオ第1）[65][66]